# Аістьонок (РЛС)
Радіолокаційна станція «Аістьонок» (рос. «Аистёнок», укр. «Лелеченя», індекс ГРАУ - 1Л271) ― російська мобільна контрбатарейна радіолокаційна станція. Створена у 2008 році концерном "Алмаз-Антей" для ЗС РФ та наразі є на озброєнні останніх.

## Історія створення
Широкому загалу РЛС представило ПАТ "Стрєла" у 2008 році під час третьої Міжнародної виставки "МВСВ-2008" у Москві на Красній Прісні.

## Технічні характеристики
РЛС призначена для розвідки та встановлення ворожих цілей, їхньої активності (мінометів калібрів 81-120 мм; артилерійських снарядів калібрів 122-155 мм; танків). Також вона контролює повітряний простір, передає інформацію власній артилерії щодо корекції вогню та розраховує траєкторію польоту снарядів і ракет.
Вага усього комплексу - 135 кг. Складається він із пульта керування, штатива, апарата обробки та передачі інформації, блока живлення та бензинової електростанції. Вказується, що він здатний працювати при будь-яких погодних умовах (відсутності видимості), а робити це безперервно - 6 годин. Обслуговувати РЛС мають три особи.
Підготовка станції займає 5 хвилин і після цього на ній можна встановити щонайменше три режими: 
- "Бойова робота" (основний);
- "Тренажер";
- Технічні режими.

## Бойове застосування

### Російсько-українська війна
Ця РЛС використовувалась терористами ДНР під час російсько-української війни. 15 січня 2015 року станція була продемонстрована представникам ОБСЄ в Донецьку.
Наприкінці вересня 2022 року бійці Національної гвардії Україні виявили на розбитій мінометній позиції військових Росії у районі населеного
пункту Рубці РЛС 1Л271 «Аистёнок». Також на позиції знайшли 120-мм міни для мінометів, які корегували за допомогою цієї РЛС.